# Kabinett Tanaka II
| Amt | Name                                                         | Partei  | Faktion         |
| --- | ------------------------------------------------------------ | ------- | --------------- |
| Premierminister | Tanaka Kakuei                                                | LDP     | (Tanaka)        |
| Stellvertretender Premierminister                                                                                                | Miki Takeo                                                   | LDP     | Miki            |
| Justizminister | Tanaka Isaji                                                 | LDP     | Ex-Ishii        |
| Außenminister | Ōhira Masayoshi                                              | LDP     | Ōhira           |
| Finanzminister | Aichi Kiichi † 23. November 1973 Tanaka Kakuei kommissarisch | LDP LDP | Tanaka (Tanaka) |
| Bildungsminister | Okuno Seisuke                                                | LDP     | —               |
| Gesundheits- und Sozialminister                                                                                                  | Saitō Kunikichi                                              | LDP     | Ōhira           |
| Minister für Landwirtschaft und Forsten                                                                                          | Sakurauchi Yoshio                                            | LDP     | Nakasone        |
| Minister für Internationalen Handel und Industrie                                                                                | Nakasone Yasuhiro                                            | LDP     | Nakasone        |
| Verkehrsminister | Shintani Torasaburō                                          | LDP     | Ex-Ishii        |
| Postminister | Kuno Chūji                                                   | LDP     | Tanaka          |
| Arbeitsminister | Katō Tsunetarō                                               | LDP     | Miki            |
| Bauminister Leiter der Entwicklungskommissionen für Kinki, Chūbu und die Hauptstadtregion                                        | Kanemaru Shin                                                | LDP     | Tanaka          |
| Innenminister Vorsitzender der Nationalen Kommission für Öffentliche Sicherheit Leiter der Behörde für die Entwicklung Hokkaidōs | Esaki Masumi                                                 | LDP     | Mizuta          |
| Chefkabinettssekretär | Nikaidō Susumu                                               | LDP     | Tanaka          |
| Leiter des Amts des Premierministers Leiter der Behörde für die Entwicklung Okinawas                                             | Tsubokawa Shinzō                                             | LDP     | Fukuda          |
| Leiter der Behörde für Verwaltungsaufsicht                                                                                       | Fukuda Takeo                                                 | LDP     | Fukuda          |
| Leiter der Verteidigungsbehörde                                                                                                  | Masuhara Keikichi Yamanaka Sadanori ab 29. Mai 1973          | LDP LDP | Fukuda Nakasone |
| Leiter des Wirtschaftsplanungsamts                                                                                               | Kosaka Zentarō                                               | LDP     | Ōhira           |
| Leiter der Behörde für Wissenschaft und Technologie                                                                              | Maeda Kazuo                                                  | LDP     | Tanaka          |
| Leiter der Umweltbehörde | Miki Takeo                                                   | LDP     | Miki            |

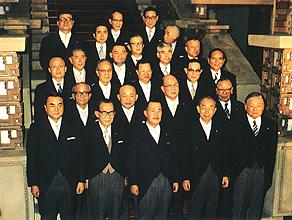

Anmerkung: Der Parteivorsitzende und Premierminister gehört während seiner Amtszeit offiziell keiner Faktion an.